# لويس ماير (رسام)
لويس ماير (بالألمانية: Louis Mayer)‏ هو رسام ألماني، ولد في 23 مايو 1791 في نيكاربيشوفسهايم في ألمانيا، وتوفي في 18 نوفمبر 1843 في شتوتغارت في ألمانيا.